# König David Fundgrube (Johanngeorgenstadt)
König David ist eine ehemalige bergbauliche Anlage aus dem früheren 18. Jahrhundert im Jugelgrund. Geografisch befindet diese sich in Johanngeorgenstadt im Erzgebirgskreis in Sachsen.
Im ehemaligen Verantwortungsbereich des Bergamtes Johanngeorgenstadt befanden sich noch mindestens vier weitere Fundgruben mit dem Namen König David. So z. B. am hinteren Fastenberg am hohen Genist und am Rabenberg.

## Geschichte
Resultierend aus dem Freilegen eines bisher unbekannten Spatganges mutete ein Herr Lorentz jun. im Bergquartal Luciae am 20. November 1717 eine Fundgrube sowie die erste und zweite obere Maaß. Um Wasserschwierigkeiten von Beginn an zu vermeiden, mutete man gleichzeitig zum bereits genannten Datum den „im Freien“ liegenden alten Weiße Taube Stolln. Durch ein Flügelort auf diesem Stolln erreichte man den König David Spatgang. Im weiteren zeitlichen Verlauf fanden aber auf diesem Gang durch die Fundgrube keine größeren bergmännische Arbeiten statt.
Das Gelände ist nachfolgend überprägt worden, daher sind mögliche Relikte nicht eindeutig identifizierbar.
Im näheren Umfeld befinden sich noch der Stolln von Himmlisch Heer, der aus dem Altbergbau stammende Schacht 51 der Wismut AG, die Neue Brüderschaft und der Neu Freiberger Glück Stolln.